# Cyclaspis striata
Cyclaspis striata är en kräftdjursart som beskrevs av Daniel Roccatagliata och Moreira 1987. Cyclaspis striata ingår i släktet Cyclaspis och familjen Bodotriidae. Inga underarter finns listade i Catalogue of Life.